# Fate of Nations
Fate of Nations šesti je studijski album britanskog glazbenika i pjevača, Roberta Planta, kojeg 1993. godine objavljuje diskografska kuća Es Paranza.
Album sadrži značajke Kevina Scotta MacMichaela, bivšeg gitariste britanskog pop rock sastava Cutting Crewa. Kao prvi vokal u skladbi "Come into my Life", nastupila je irska pjevačica Moya Brennan iz skupine Clannad. Skladbu "I Believe", Robert Plant je napisao u spomen na svog preminulog sina Karaca.
Ovo je bio njegov posljednji album iz tog vremena sve do 2002. godine kada objavljuje svoj sedmi studijski album Dreamland.

## Popis pjesama
1. "Calling to You" (Chris Blackwell, Robert Plant) – 5:48
2. "Down to the Sea" (Charlie Jones, Plant) – 4:00
3. "Come into my Life" (Blackwell, Doug Boyle, Kevin MacMichael, Plant) – 6:32
4. "I Believe" (Phil Johnstone, Plant) – 4:32
5. "29 Palms" (Blackwell, Boyle, Johnstone, Jones, Plant) – 4:51
6. "Memory Song (Hello Hello)" (Boyle, Jonstone, Jones, Plant) – 5:22
7. "If I Were a Carpenter" (Tim Hardin) – 3:45
8. "Colours of a Shade" (Plant, Johnstone, Blackwell, Allock) - 4:43 (UK edition.  Also bonus track on some editions)
9. "Promised Land" (Johnstone, Plant) – 4:59
10. "The Greatest Gift" (Blackwell, Jonstone, Jones, MacMichael, Plant) – 6:51
11. "Great Spirit" (Johnstone, MacMichael, Plant) – 5:27
12. "Network News" (Blackwell, Plant) – 6:40

## Vanjske poveznice
- Službene stranice Roberta Planta
- Rockfield studio
- Allmusic.com - Recenzija albuma